# Crazy Love (film)
Crazy Love is een Vlaamse episodefilm uit 1987 van Dominique Deruddere. De film is gebaseerd op dan wel geïnspireerd door het werk van Charles Bukowski.

## Verhaal
We zien drie fases uit het leven van Harry Voss, "een mens op zoek naar liefde".
In 1955 leert de twaalfjarige Harry zijn seksualiteit te verkennen onder leiding van zijn oudere vriend Stan. In 1962 is Harry een adolescent die te lijden heeft aan een zware vorm van acne, waardoor zijn succes bij de meisjes enigszins uitblijft. Ten slotte zien we in 1975 hoe Harry, nu aan de zelfkant van de samenleving, de liefde vindt voor zijn "Prinses", die helaas al is overleden.

## Ontstaan
In 1981 oogstte Tales of Ordinary Madness van Marco Ferreri, gebaseerd op werk van Charles Bukowski, heel wat bijval. Het leek daarom een goed idee om een internationaal project op te zetten waarbij regisseurs als Héctor Babenco en Bigas Luna elk een bijdrage naar Bukowski zouden leveren aan een episodefilm, Love is a Dog from Hell, genoemd naar een poëziebundel van Bukowski.
De Vlaamse bijdrage A Foggy Night, was een bewerking door Dominique Deruddere en Marc Didden van Bukowski's verhaal The Copulating Mermaid of Venice, CA. Na afloop van de opnames in 1985 bleek echter dat de internationale partners zich uit het project terugtrokken. Deruddere liet zijn deel van de film aan Charles Bukowski zien, die zich enthousiast betoonde, met name over het andere einde dat aan het verhaal is gegeven.
Met de morele steun van Bukowski en met de productiesteun van Erwin Provoost, werd besloten de film op eigen kracht uit te breiden tot een drieluik. Enkel het derde deel is echt gebaseerd op een verhaal van Bukowski, de eerste twee delen, waarin we Harry Voss zien als jongen en als jongeman, werden bedacht door Deruddere en Didden.

## Kritiek en prijzen
De film viel niet overal in goede aarde. Met name de necrofilie in het derde deel kon rekenen op aanvallen. Daartegenover stonden aanmoedigende kritieken voor deze auteursfilm en een redelijke publieke belangstelling.
Op het Filmfestival van Gent van 1987 kreeg de film de Joseph Plateauprijs voor beste Belgische film, beste Beneluxfilm, beste regie (Deruddere), beste acteur (Josse De Pauw), beste originele muziek (Raymond van het Groenewoud). In 1990 kreeg de film een speciale Plateauprijs als de beste Vlaamse film uit de periode 1965-1990.

## Rolverdeling
| Acteur            | Personage            | Opmerking            |
| ----------------- | -------------------- | -------------------- |
| Josse De Pauw     | vader van Harry Voss | eerste deel          |
| Josse De Pauw     | Harry Voss           | tweede en derde deel |
| Geert Hunaerts    | Harry Voss           | eerste deel          |
| Karen Van Parijs  | moeder van Harry     | eerste deel          |
| Florence Beliard  | de Prinses           | derde deel           |
| Michael Pas       | Stan                 | eerste deel          |
| Gene Bervoets     | Jeff                 | tweede deel          |
| Amid Chakir       | Bill                 | derde deel           |
| Carmela Locantore | Gina                 |                      |
| Anne Van Essche   | Liza                 |                      |
| Doriane Moretus   | Marina               |                      |
| Erik Burke        | Maud                 |                      |